# Evas funkarprogram
A Incrível Casa de Eva : Como as Coisas Funcionam  foi uma produção da TV sueca SVT, apresentada por Eva Funck, que apresentava como funcionam objetos utilizados cotidianamente, como forno microondas e impressora. No Brasil o programa foi exibido pela TV Escola e pelo Canal Futura.

## Sinopse
A Incrível Casa de Eva 2 é uma série que fala do funcionamento de diversos aparelhos. Eva Funck explica de forma simples e prática como as coisas funcionam, de forma a elucidar e transmitir conhecimento sobre determinado assunto. 

## Dublagem
| Apresentadora | Dubladora          |
| ------------- | ------------------ |
| Eva Funck     | Adriana Pissardini |

Estúdio de Dublagem: 
Direção de Dublagem: